# Xatrac de les Kerguelen
El xatrac de les Kerguelen (Sterna virgata) és una espècie d'ocell de la família dels làrids (Laridae) que habita la zona meridional de l'Índic, criant prop d'estanys, aiguamolls i platges de les illes Heard, Marion, Crozet i Kerguelen.

## Descripció
El xatrac de les Kerguelen és un ocell esvelt amb un bec curt. Els adults reproductors tenen el cap fosc el cos gris cendrós, una franja a la galta i al darrere blanques que contrasten molt, i bec i potes vermelloses. En vol, la part inferior de les ales i la part superior de la cua són majoritàriament grisenques. En plomatge no reproductor s'assembla a altres xatracs no reproductors, però no en l'estructura. Restringit a un grapat d'illes subantàrtiques, on s'alimenta en aigües costaneres; comú a les Kerguelen i poc comú a Crozet i Marion. En plomatge reproductor, el xatrac antàrtic (Sterna vittata), més gros, és d'un gris més pàl·lid que el de les Kerguelen, el bec és més gros i una part superior de la cua i les ales inferiors blanquinoses (no grisenques). Els xatracs àrtics (en plomatge no reproductor) només se superposen amb els xatracs de les Kerguelen (en plomatge reproductor) a l'estiu austral.

## Distribució
Aquest ocell marí cria principalment en colònies a les illes Kerguelen, tal com indica el nom comú. Tanmateix, també es troben colònies més petites a les illes del Príncep Eduard (és a dir, al Príncep Eduard i a Marion) i a les illes Crozet. El nombre total d'individus és de 3.500 a 6.500 aus, tot i que no hi ha dades recents de la colònia principal de Kerguelen. Aquests ocells no habiten les Kerguelen pròpiament dites, sinó que nien en illots lliures de gats ferals. Durant el mal temps, se sap que abandonen les colònies.
Els xatracs de Kerguelen es troben entre els xatracs típics amb menys distribució. Generalment, no s'endinsen gaire en el mar, movent-se prop de les zones de cria.

## Hàbitat i ecologia
Aquesta espècie és aparentment sedentària, dispersant-se només als mars adjacents a les illes de cria fora de la temporada de cria. Habita illes rocoses i volcàniques. L'espècie s'alimenta de peixos i crustacis i algues marines de Macrocystis, on trenquen les onades i en aigües poc profundes prop de la costa, i també busca invertebrats a la vegetació terrestre. Es cria en tarteres i vegetació escassa a la part superior dels penya-segats i a les planes dels rius. Els nius es construeixen sobre molsa de pedres i branquetes i sovint estan folrats amb material vegetal. La posta d'ous comença a mitjans d'octubre i continua fins al gener, amb un pic de cria des de principis de novembre fins a mitjans de desembre. Es ponen un o dos ous. El període d'incubació és de 24 dies, seguit d'un període de 31-39 dies mentre són volanders i 20 dies de dependència.

## Espècies
Es reconeixen dues subespècies:
- S. v. mercuri (Voisin, 1971) - Crozet i l'illa del Príncep Eduard.
- S. v. virgata (Cabanis, 1875) – Illa Kerguelen.